# Echinus esculentus
Oursin globuleux, Oursin comestible
Espèce
Statut de conservation UICN

 NT  : Quasi menacé
L'Oursin globuleux ou Oursin comestible (Echinus esculentus) est une espèce d'oursin de la famille des Echinidae. C'est une espèce de l'Atlantique européen. 

## Description

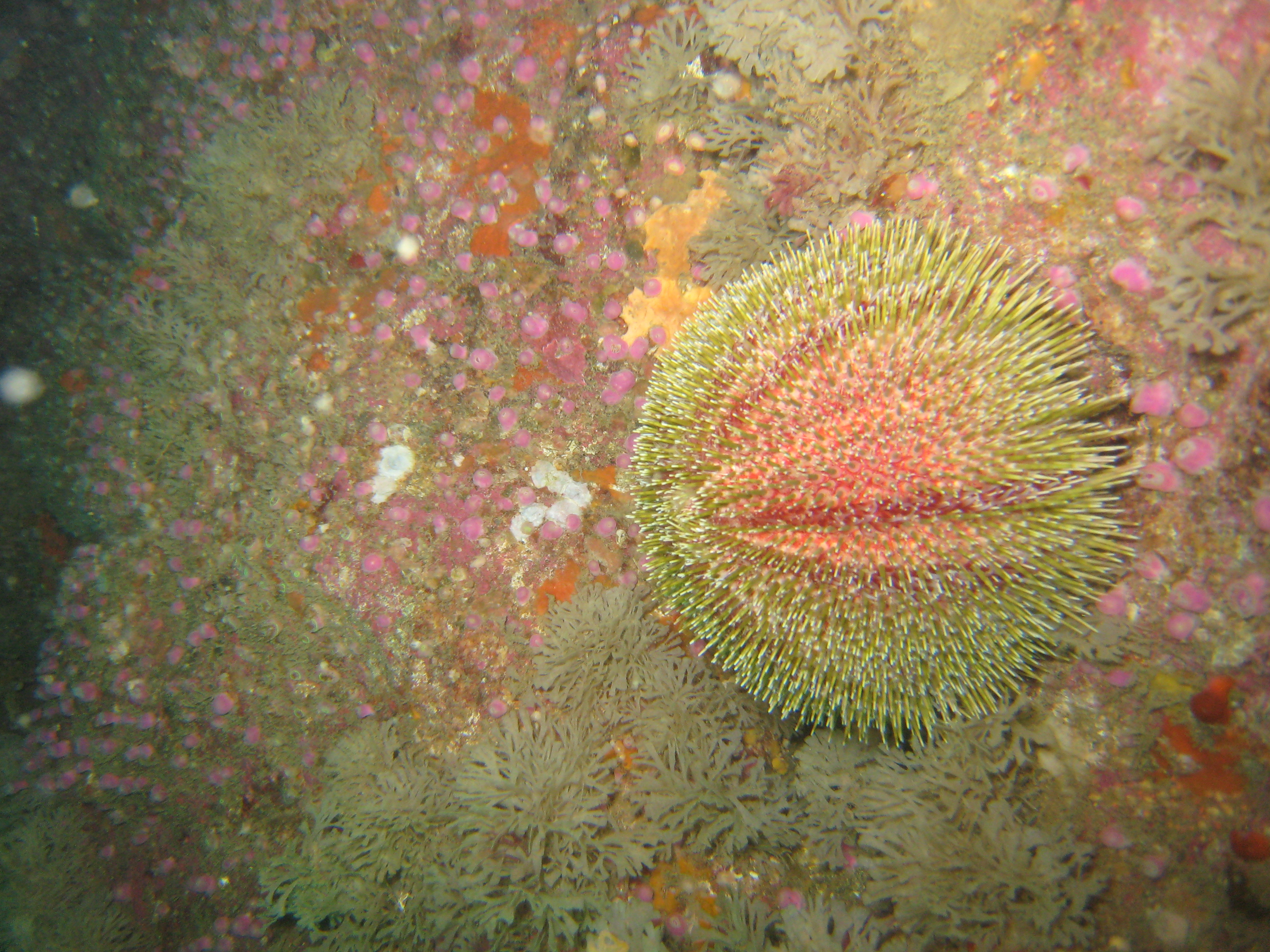
Spécimen breton.

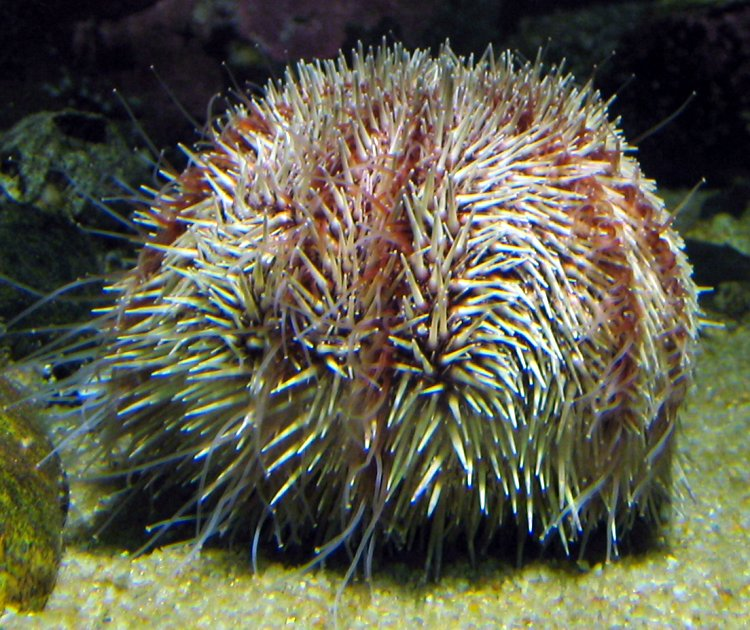
Spécimen chamarré en aquarium.

C'est un gros oursin régulier de forme globulaire, avec des radioles (les piquants) nombreuses, courtes et serrées, mais laissant apparaître des zones ambulacraires plus claires. Le test (coquille) apparaît d'ordinaire rouge ou rosâtre, et les piquants peuvent prendre différentes couleurs allant du violet pâle au vert foncé en passant par le rose. Les podia sont nombreux et charnus, généralement bien visibles. Le test peut atteindre un diamètre maximal de 17 cm, et les piquants dépassent rarement 2 cm de longueur.

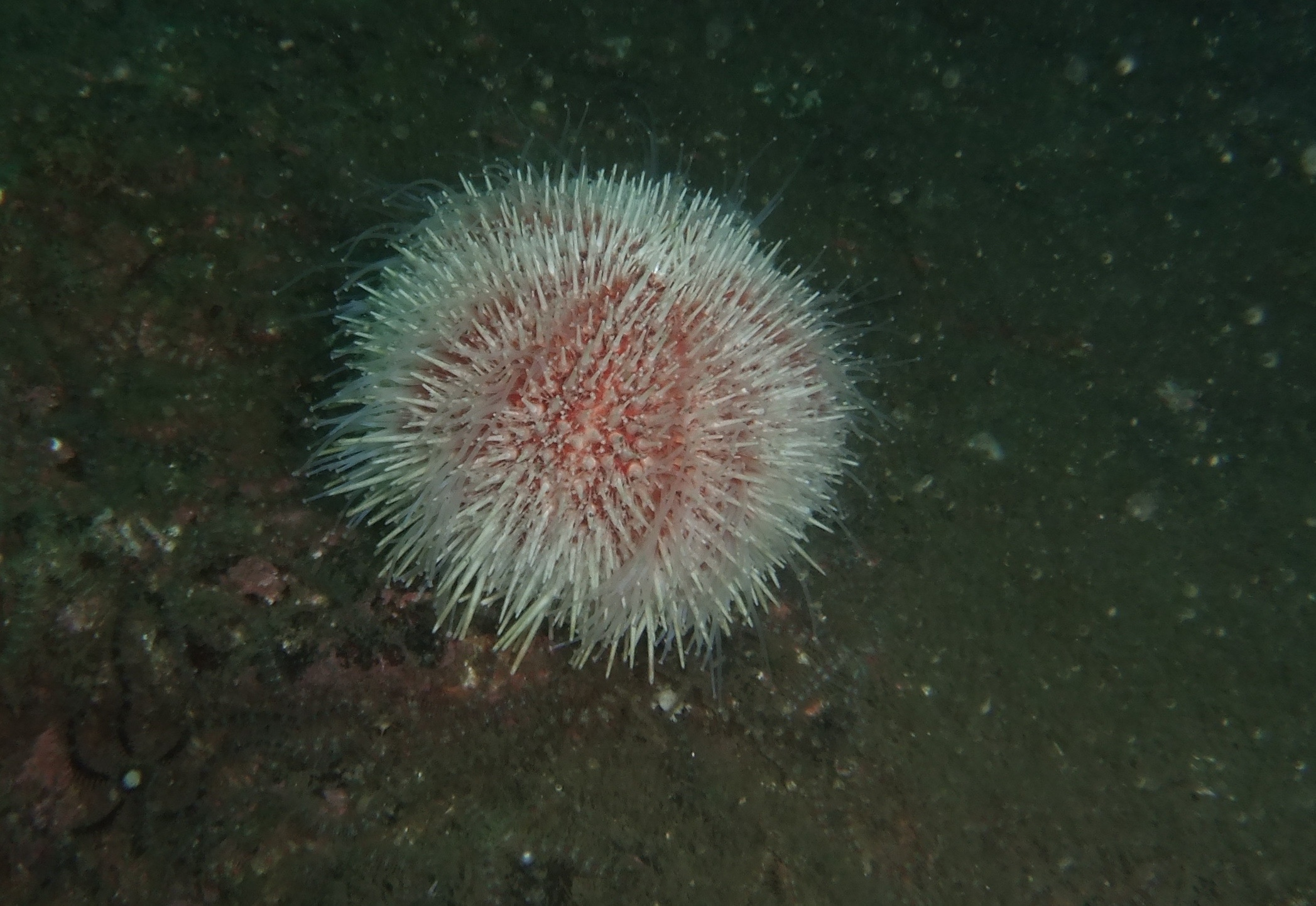
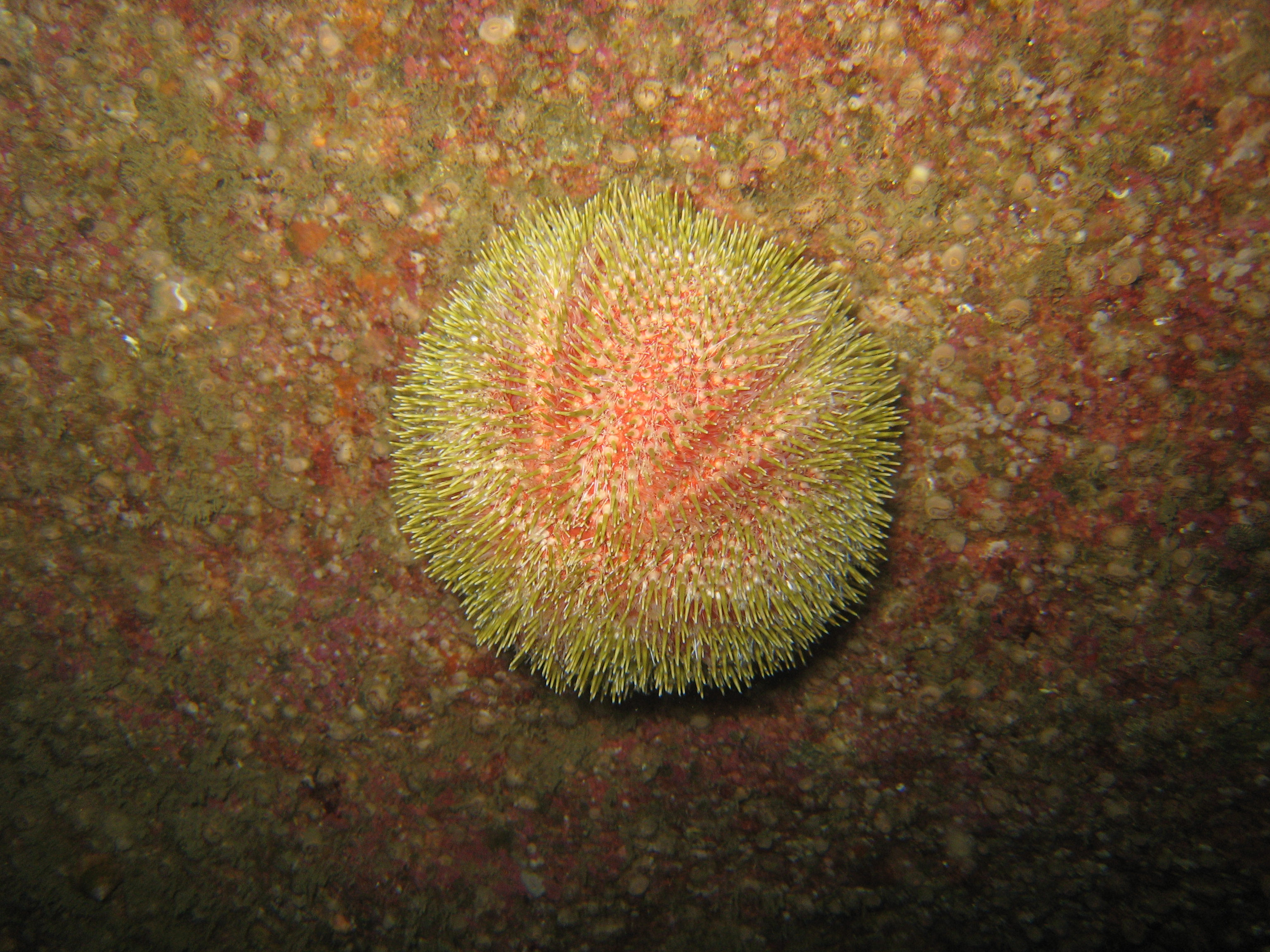
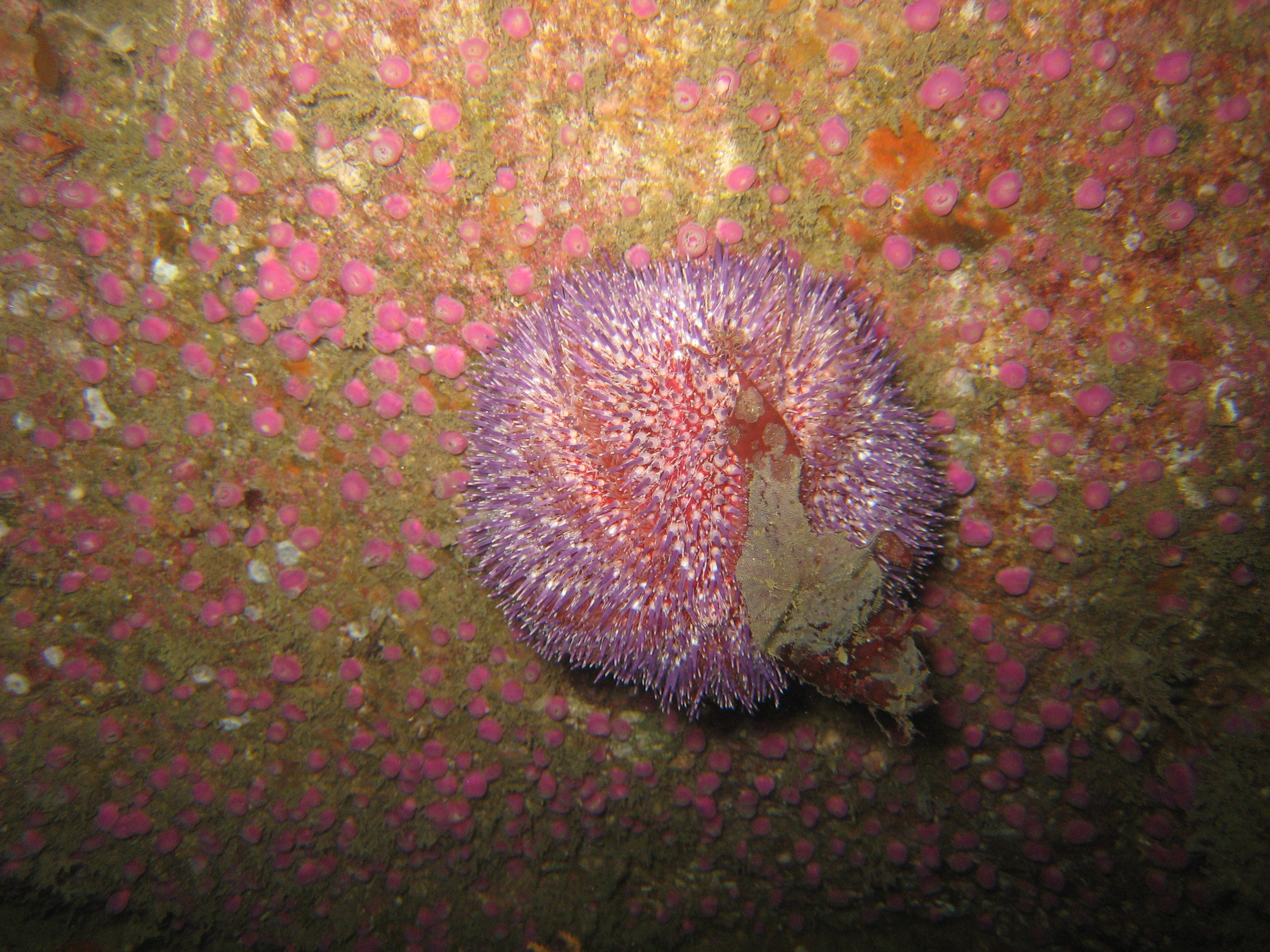
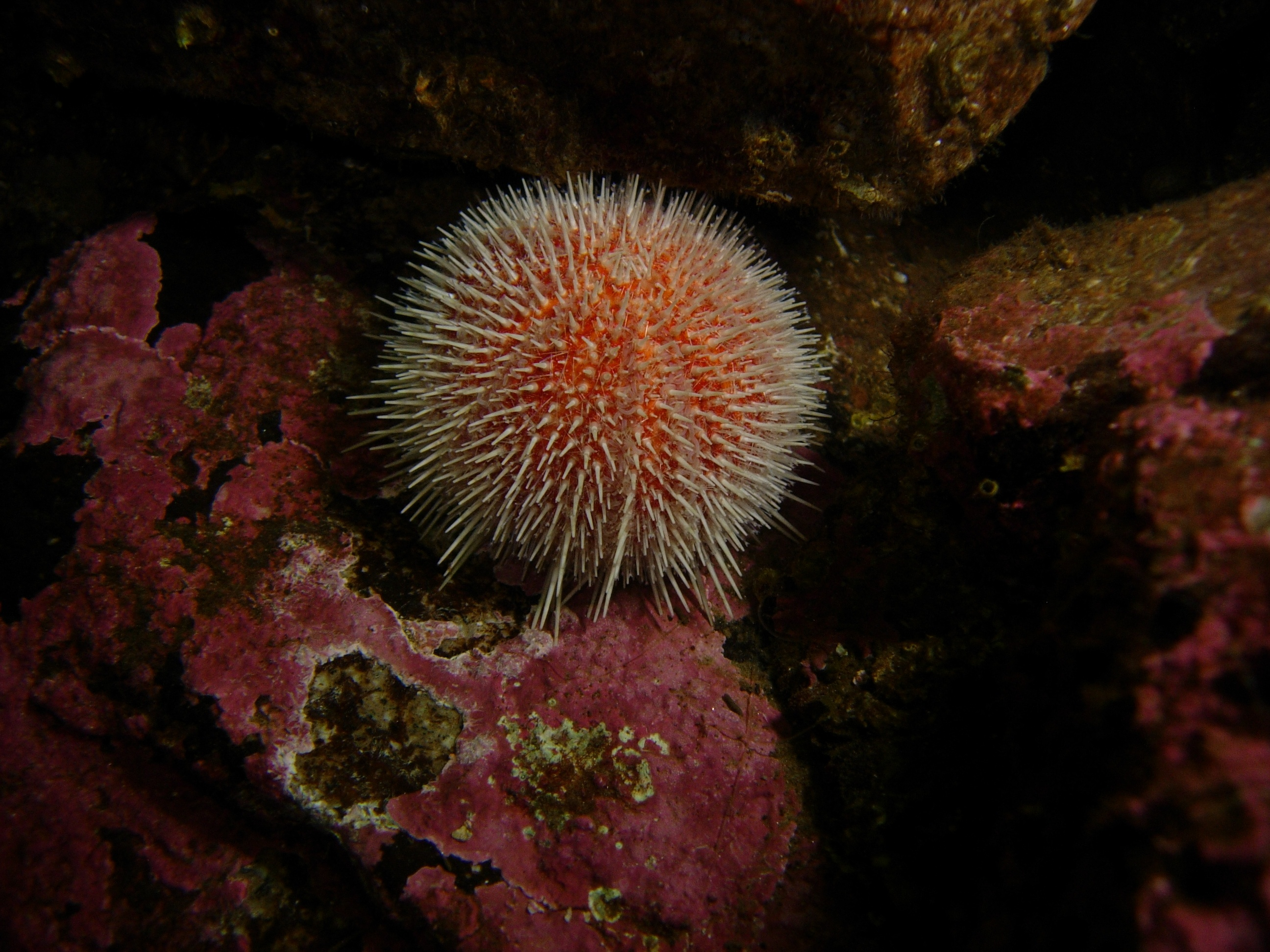

Quand il est de couleur violette, cet oursin peut être confondu avec Sphaerechinus granularis, mais les variations de couleur de ce dernier sont moins importantes, son test légèrement plus aplati dorsalement et ses piquants implantés de manière plus homogène. Dans ses autres robes il existe un risque de confusion avec des espèces proches comme Echinus melo (plus sphérique, avec des radioles plus clairsemées et un test plutôt blanc/crème, assez rare en Atlantique) ou Gracilechinus acutus (qui a des piquants plus longs et généralement un test légèrement plus conique).

## Écologie et comportement
Cet oursin est relativement commun sur les côtes atlantiques de l'Europe, où il peut vivre jusqu'à 15 ans. Avec son appareil masticateur situé sur la face inférieure, il broute le substrat avec un régime très omnivore : algues, éponges, débris, charognes, animaux sessiles...
Il peut vivre en symbiose avec certains petits animaux qui trouvent refuge entre ses épines et le débarrassent des parasites : par exemple le ver polychète Flabelligera affinis ou l'amphipode Astacilla intermedia.

## Habitat
L'oursin comestible est principalement un brouteur d'algues, et on le retrouve donc logiquement dans la zone photique sur les herbiers et les parois rocheuses entre 1 et 50 m de fond, mais il peut aussi vivre plus profond (jusqu'à 1 000 m), où il adoptera un régime plus détritivore.
Son aire de répartition est l'Atlantique nord-est, notamment des côtes de l'Espagne à l'Angleterre et à la Mer du Nord. Il est très courant sur les côtes sud de la Bretagne.

## Echinus esculentuset l'Homme
Comme son nom l'indique, l'oursin comestible est parfois consommé en France sur son aire de répartition, mais d'une manière moins intensive que l'oursin violet, et quasiment introuvable dans le commerce dès qu'on s'éloigne des côtes qu'il fréquente. 
Son test est parfois vendu comme souvenir, ou utilisé pour confectionner des objets comme des abat-jours.

## Origine du nom
Le nom français de cet animal vient de sa forme pour la première version, et pour la seconde du fait que les populations côtières de son aire de répartition consomment ses gonades (« corail ») en oursinade sur son aire de répartition : « oursin comestible » est d'ailleurs la traduction presque littérale de son nom scientifique Echinus esculentus (« oursin délicieux »). Cette idée est traduite telle quelle dans les autres langues : Edible sea urchin (anglais), Essbarereuropaïschen seeigel (allemand), Erizo aguado (espagnol). Parfois, il est aussi nommé en français « oursin commun ».

## Liste des sous-espèces
Selon World Register of Marine Species (27 avril 2014) :
- sous-espèce Echinus esculentus esculentus Linnaeus, 1758
- sous-espèce Echinus esculentus fuscus Mortensen, 1903
- sous-espèce Echinus esculentus glacialis D'yakonov, 1923